# Alexander Scherer
Alexander Scherer (* 30. September 1945 in Borgsdorf) ist ein deutscher Filmregisseur und Drehbuchautor.

## Leben
Scherer, am Niederrhein aufgewachsen, studierte an der Werkkunstschule Krefeld freie Grafik und Malerei. Sein Meisterschulsemester verbrachte er hauptsächlich in New York City, wo er erste Kontakte zur Independent-Film-Szene knüpfte. Nach seiner Rückkehr 1967 begann er ein Volontariat bei der UFA Werbefilm in Düsseldorf. Wurde noch im gleichen Jahr als Regisseur und Autor eingestellt.
Er führte bei über 60 Werbespots Regie, wandte sich dann aber immer stärker dem Image- und PR-Film zu.
Seit 1972 freier Autor und Regisseur. Einladungen und Teilnahme an nationalen und internationalen Festivals und Kongressen. Er wurde mit zahlreichen Preisen und Diplomen ausgezeichnet.
So gewann er mehrfach den Deutschen Wirtschaftsfilmpreis der Bundesrepublik und die Gold Medal des New York Festivals. 1985 war er Mitbegründer der N/W/F Wirtschaftsfilm und Fernsehproduktion. 1995 Regisseur des erfolgreichen NDR-Fernsehfilms Kommt Mausi raus?!, der inzwischen Kultstatus erreicht hat. Neben seiner Filmarbeit schrieb er immer wieder über seine Wahlheimat Düsseldorf. In der Reihe Pastfinder erschien 2008 sein Band Düsseldorf, der sich schwerpunktmäßig mit der Rolle Düsseldorfs im Nazi-Deutschland beschäftigt.

## Auszeichnungen (Auswahl)
- 1986: Wirtschaftsfilmpreis der Bundesrepublik Deutschland
- 1988: Wirtschaftsfilmpreis der Bundesrepublik Deutschland.Bronze-Medaille beim internationalen Industriefilm-Festival in Dublin
- 1989: Auszeichnungen Industriefilmforum Hannover
- 1991: Auszeichnung Industriefilmfestival Hannover
- 1993: Short-List New York Festival
- 1994: Internationales Industriefilmfestival Berlin
- 1995: Nominierung Telestar für "Kommt Mausi raus?!
- 1996: Prädikat Hervorragend Industriefilmforum Hannover. Silver Award Internationales Industriefilmfestival Biarritz
- 1997: „Cannes Rolle“ für Industriefilme Dokumenta-Kassel. Wirtschaftsfilmpreis der Bundesrepublik Deutschland.Gold Medal  New York Festival
- 1998: Medicinale München1.Preis: Summa cum laude. Wirtschaftsfilmpreis der Bundesrepublik Deutschland
- 1999: Auszeichnungen Industriefilmforum Hannover
- 2000: Grand Prix & Golden Globe Intermediale Hamburg
- 2001: Award of Master der Corporate Media München. Ottocar der IVA, Frankfurt.
- 2002: Silberne Pyramide 10.ITVA Köln.
- 2007: State of the Art-Award ITVA Köln
- 2009: Silver Screen 42nd US-International Film&Video Festival California
- 2010: Gold Award 18. ITVA, Köln
- 2012: Prädikat „Besonders wertvoll“ für den Kurzfilm Bevor das Gras wächst